# Kolašin
Kolašin (chirilic: Колашин, pronunțat: Kolașin) este un oraș din Muntenegru, situat în regiunea de nord a țării. Are o populație de 2.989 de locuitori (conform recensământului din 2003). Kolašin este reședința comunei cu același nume (care are o populație de 9.949 de locuitori).

## Galerie

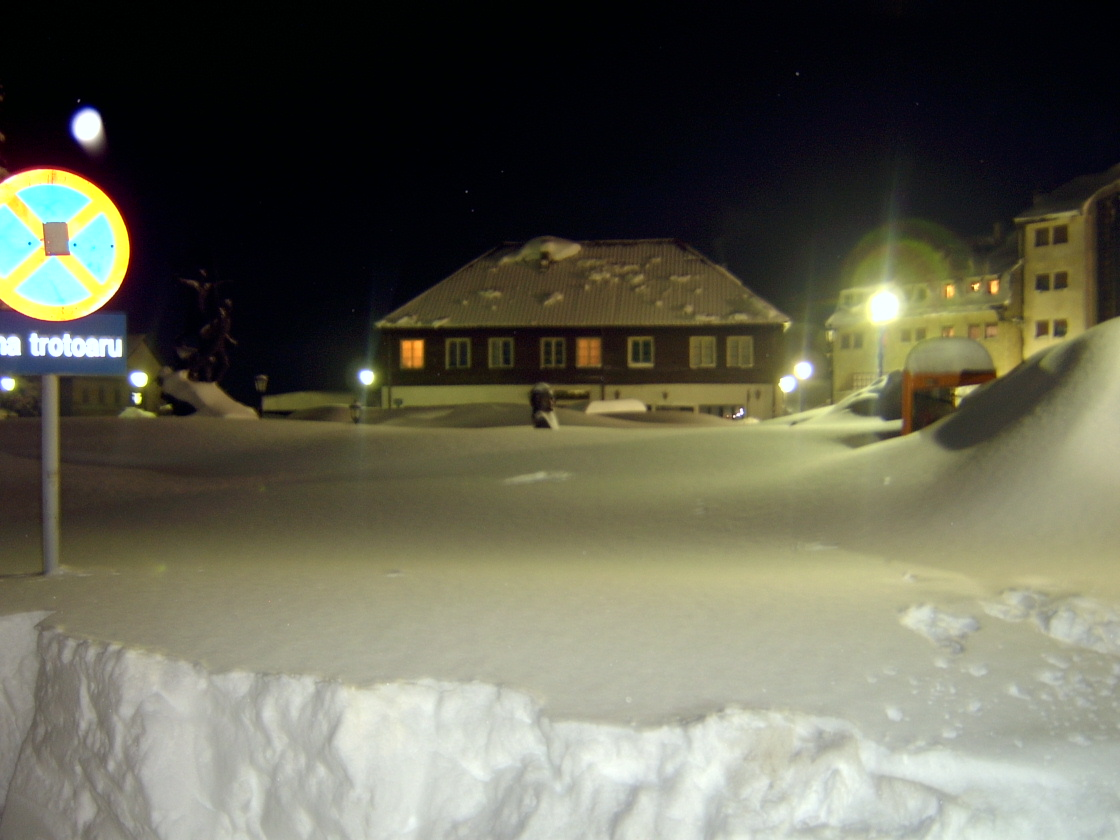
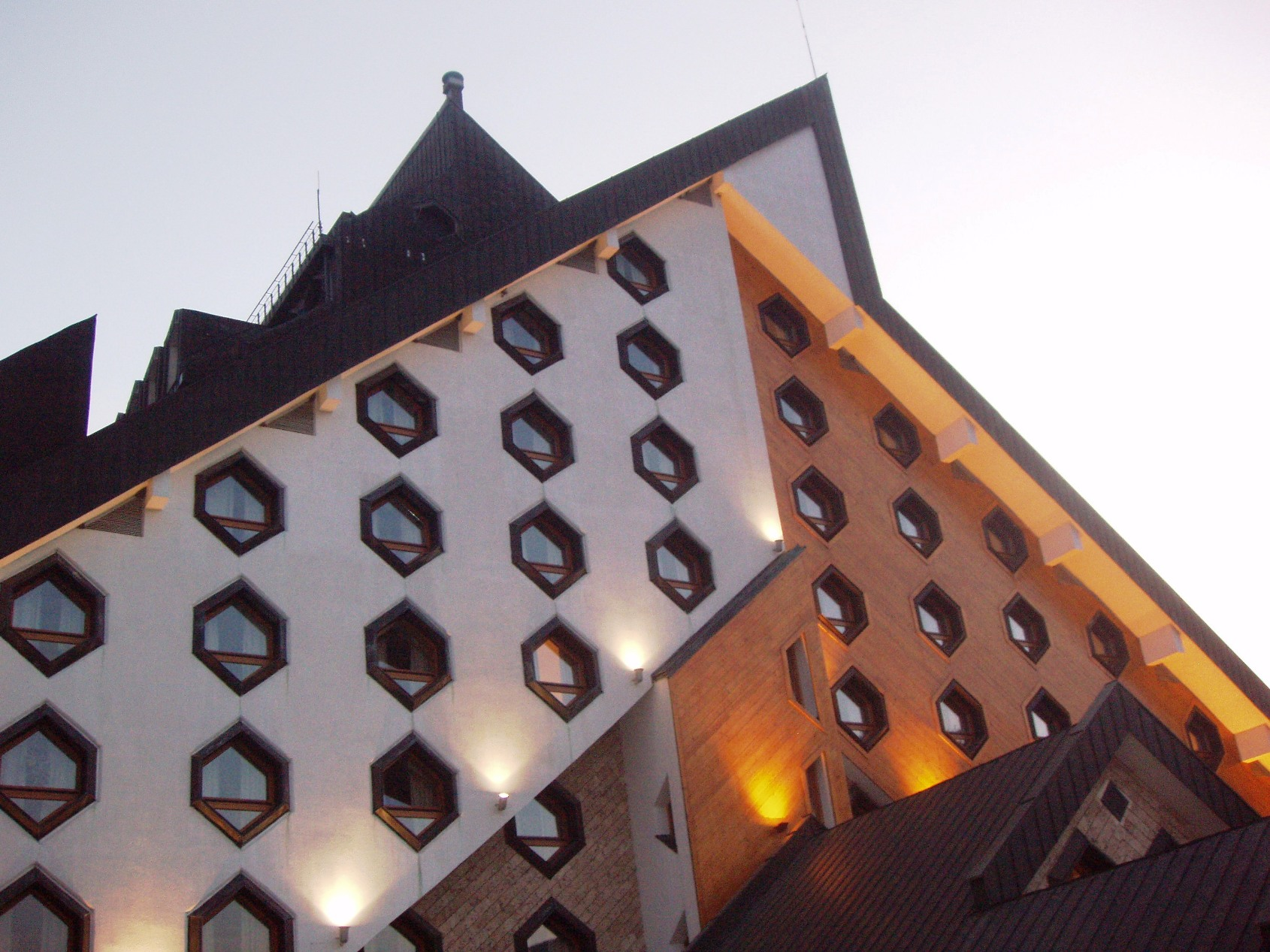
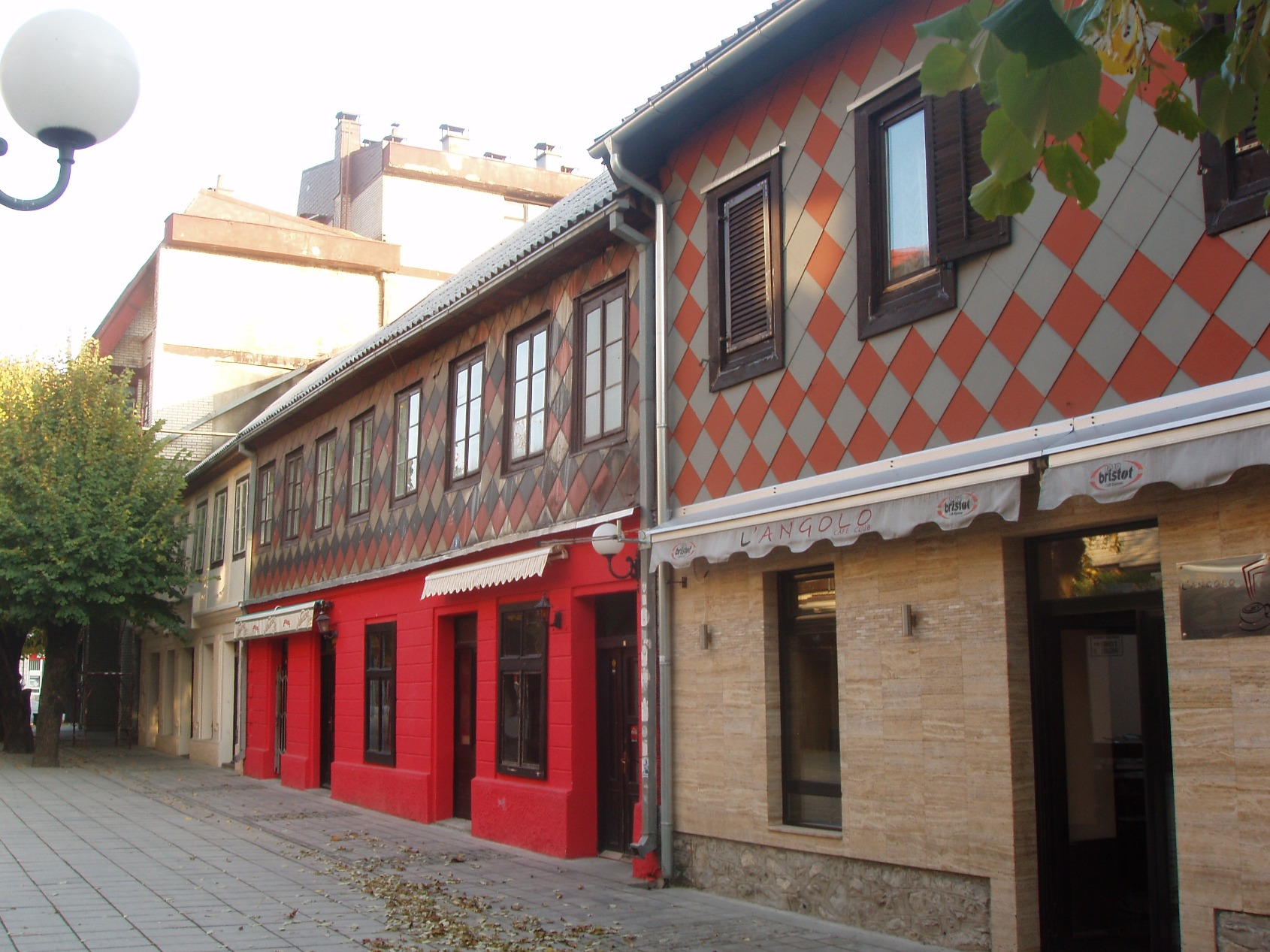
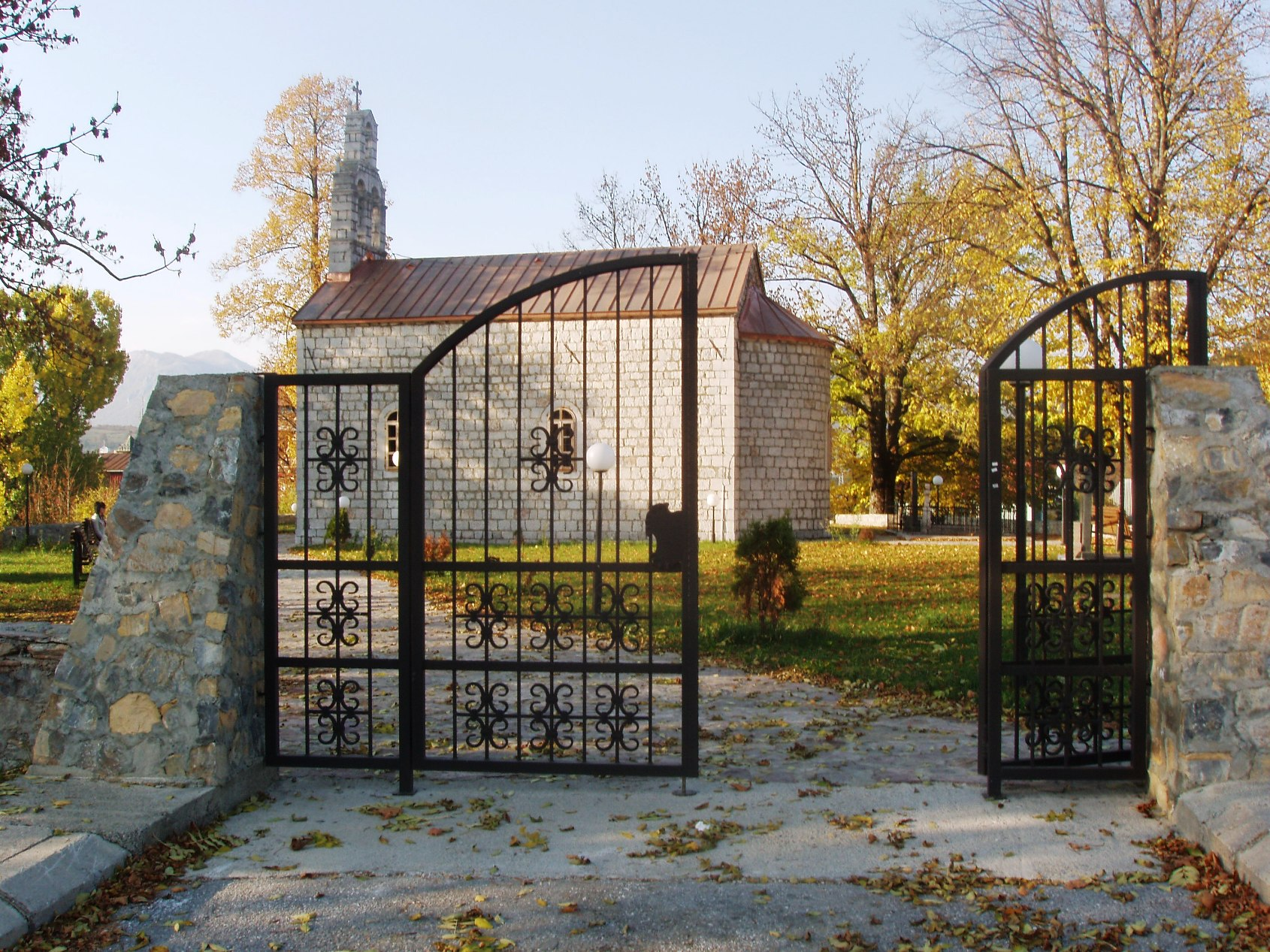
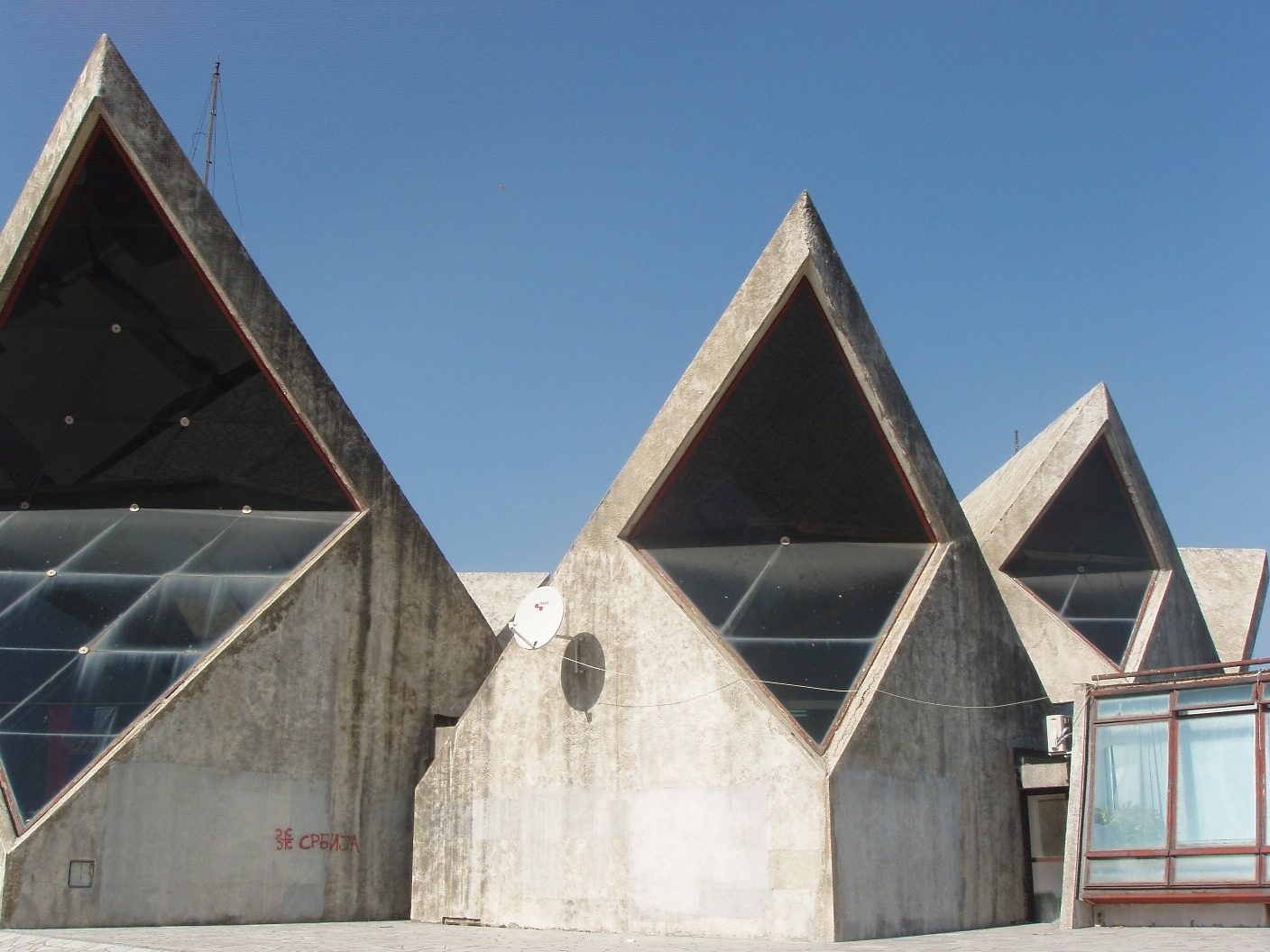
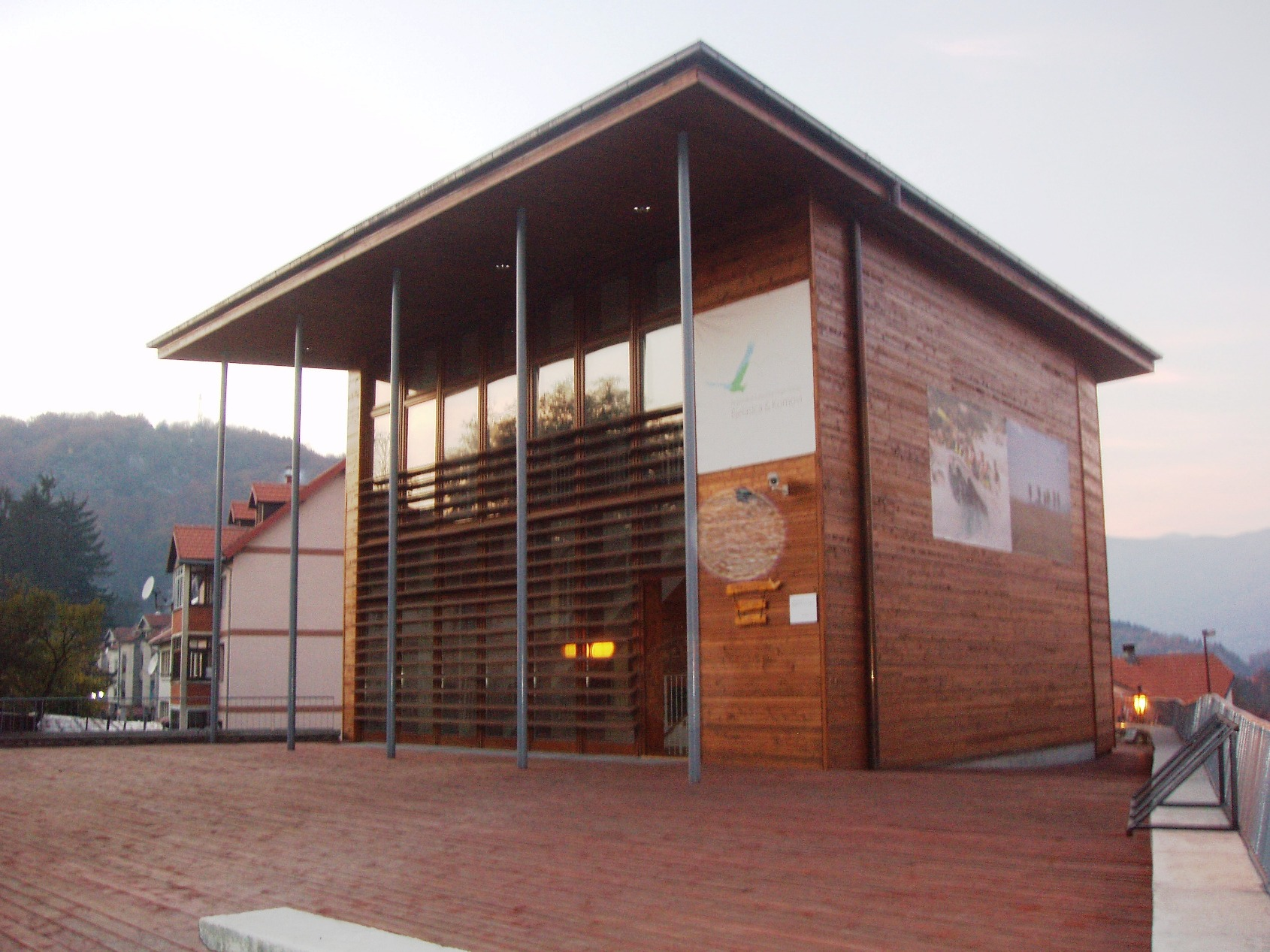
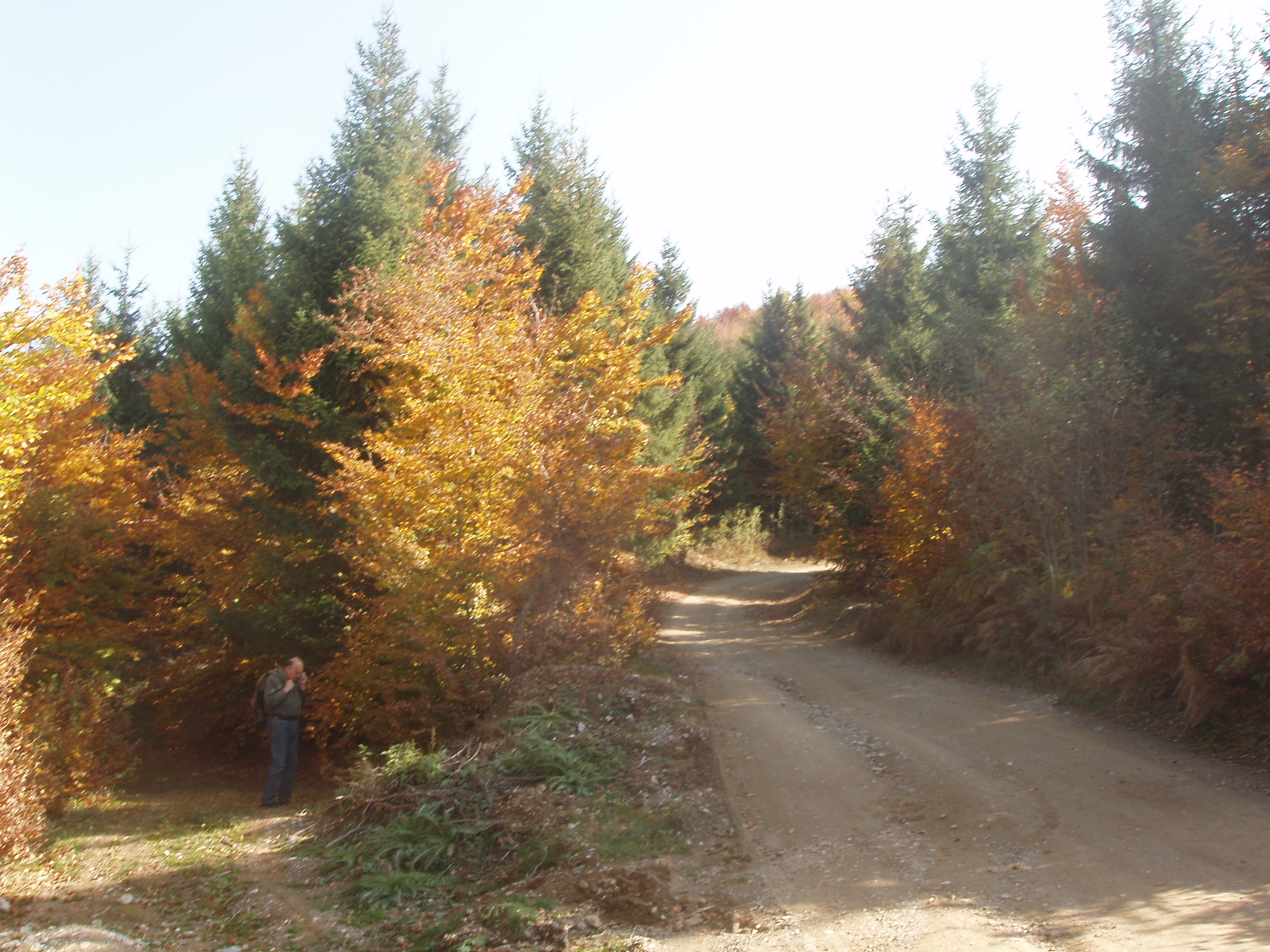

## Demografie
|  |

| Demografie | Demografie | Demografie |
| An         | Locuitori  | Locuitori  |
| ---------- | ---------- | ---------- |
|            |            |            |
|            |            |            |
|            |            |            |
|            |            |            |
| 1948       | 1441       |            |
| 1953       | 1644       |            |
| 1961       | 1870       |            |
| 1971       | 2421       |            |
| 1981       | 2699       |            |
| 1991       | 2817       | 2807       |
| 2003       | 3003       | 2989       |

| \| Etnii (2003)[2] \| Etnii (2003)[2] \| Etnii (2003)[2] \| Etnii (2003)[2] \| Etnii (2003)[2] \| \| --------------- \| --------------- \| --------------- \| --------------- \| --------------- \| \| \| \| \| \| \| \| Muntenegreni \| Muntenegreni \| \| 1798 \| 60,15% \| \| Sârbi \| Sârbi \| \| 998 \| 33,38% \| \| Musulmani \| Musulmani \| \| 30 \| 1% \| \| Iugoslavi \| Iugoslavi \| \| 14 \| 0,46% \| \| Croați \| Croați \| \| 5 \| 0,16% \| \| Sloveni \| Sloveni \| \| 1 \| 0,03% \| \| Ruși \| Ruși \| \| 1 \| 0,03% \| \| Macedoneni \| Macedoneni \| \| 1 \| 0,03% \| \| Italieni \| Italieni \| \| 1 \| 0,03% \| \| necunoscută \| necunoscută \| \| 10 \| 0,33% \| |              |  |      |        |
| Etnii (2003) |              |  |      |        |
| |              |  |      |        |
| Muntenegreni | Muntenegreni |  | 1798 | 60,15% |
| Sârbi | Sârbi        |  | 998  | 33,38% |
| Musulmani | Musulmani    |  | 30   | 1%     |
| Iugoslavi | Iugoslavi    |  | 14   | 0,46%  |
| Croați | Croați       |  | 5    | 0,16%  |
| Sloveni | Sloveni      |  | 1    | 0,03%  |
| Ruși | Ruși         |  | 1    | 0,03%  |
| Macedoneni | Macedoneni   |  | 1    | 0,03%  |
| Italieni | Italieni     |  | 1    | 0,03%  |
| necunoscută | necunoscută  |  | 10   | 0,33%  |

## Clima
| Date climatice pentru Kolašin | Date climatice pentru Kolašin | Date climatice pentru Kolašin | Date climatice pentru Kolašin | Date climatice pentru Kolašin | Date climatice pentru Kolašin | Date climatice pentru Kolašin | Date climatice pentru Kolašin | Date climatice pentru Kolašin | Date climatice pentru Kolašin | Date climatice pentru Kolašin | Date climatice pentru Kolašin | Date climatice pentru Kolašin | Date climatice pentru Kolašin |
| Luna                          | Ian                           | Feb                           | Mar                           | Apr                           | Mai                           | Iun                           | Iul                           | Aug                           | Sep                           | Oct                           | Nov                           | Dec                           | Anual                         |
| ----------------------------- | ----------------------------- | ----------------------------- | ----------------------------- | ----------------------------- | ----------------------------- | ----------------------------- | ----------------------------- | ----------------------------- | ----------------------------- | ----------------------------- | ----------------------------- | ----------------------------- | ----------------------------- |
| Maxima medie °C (°F)          | 1 (34)                        | 3 (37)                        | 7 (45)                        | 10 (50)                       | 16 (60)                       | 19 (66)                       | 22 (71)                       | 22 (71)                       | 18 (65)                       | 13 (55)                       | 6 (43)                        | 2 (36)                        | 11,5 (52,8)                   |
| Minima medie °C (°F)          | −4 (25)                       | −3 (27)                       | 0 (32)                        | 3 (38)                        | 8 (47)                        | 11 (52)                       | 13 (55)                       | 12 (54)                       | 9 (48)                        | 6 (42)                        | 1 (33)                        | −3 (27)                       | 4,4 (40)                      |
| Nr. de zile cu precipitații   | 13                            | 14                            | 15                            | 15                            | 12                            | 8                             | 6                             | 6                             | 6                             | 11                            | 14                            | 15                            | 135                           |
| Sursă: Weatherbase            |                               |                               |                               |                               |                               |                               |                               |                               |                               |                               |                               |                               |                               |